# Therion sassacus
Therion sassacus là một loài tò vò trong họ Ichneumonidae.